# Polska Izba Mleka
Polska Izba Mleka – największa w Polsce organizacja branży mleczarskiej działająca od 2008 r.; utworzona z inicjatywy spółdzielni i zakładów mleczarskich oraz firm współpracujących z mleczarstwem; zrzesza największych w Polsce producentów i przetwórców mleka. Strategiczny partner instytucji krajowych, unijnych i agend rządowych działających na rzecz rozwoju mleczarstwa.

## Obszary działalności Polskiej Izby Mleka
Działania lobbingowe na rzecz polskiego mleczarstwa
- opiniowanie aktów prawnych dotyczących polskiego sektora mleczarskiego[2].
- wychodzenie z inicjatywą ustawodawczą[3].
- monitorowanie zmian w zakresie uregulowań dotyczących sektora mleczarskiego[4]
- ścisła współpraca z Komisją Europejską oraz krajowymi instytucjami rządowymi[5].
- sporządzanie analiz, ocen, opinii i wniosków z zakresu produkcji mleczarskiej oraz rynku mleczarskiego i przedstawienie ich organom administracji rządowej i samorządu terytorialnego[6].
- wychodzenie z inicjatywą ustawodawczą oraz wyrażanie opinii o projektach odpowiednich przepisów i aktów prawnych[7].

Działania zwiększające innowacyjność
- współpraca z placówkami naukowo-badawczymi
- stymulowanie potencjału innowacyjnego członków PIM
- tworzenie i wdrażanie innowacyjnych rozwiązań technologicznych, dyfuzja nowych rozwiązań
- utworzenie i rozwój zaplecza badawczego działającego na potrzeby Izby i jej członków.

Promocja i umacnianie polskiego mleczarstwa
- promocja marki Izby i jej członków, sukcesów i projektów realizowanych w ramach Izby
- promocja i działania marketingowe branży mlecznej[8]
- promocja spożycia mleka i jego przetworów[9][10]
- udział w konferencjach, targach i innych wydarzeniach branżowych w kraju i zagranicą[11].
- nawiązanie kontaktów gospodarczych i kooperacyjnych na rzecz i w imieniu Polskiej Izby Mleka

Internacjonalizacja działań Polskiej Izby Mleka
- zwiększenie potencjału i oferty członków Izby na rynkach zagranicznych
- pozyskanie kapitału i inwestorów zagranicznych
- uczestnictwo w międzynarodowych projektach

Doskonalenie kwalifikacji członków Polskie Izby Mleka oraz podmiotów zależnych
- szeroko pojętej wiedzy niezbędnej do rozwoju członków Izby
- oparcie się na dziedzinach nie związanych z kwalifikacjami zawodowymi, np. nowoczesne zarządzanie, logistyka, prawo własności intelektualnej, transfer technologii, finansowanie innowacji itp.

Inne działania Izby
- Reprezentowanie interesów członków Polskiej Izby Mleka w pracach organów i instytucji doradczych i opiniodawczych mających wpływ na rozwój polskiego sektora mleczarskiego
- Rozpowszechnianie bieżących informacji z sektora mleczarskiego wśród członków Polskiej Izby Mleka
- Świadczenie członkom Polskiej Izby Mleka pomocy doradczo-konsultacyjnej[12]
- Działalność wydawnicza[13], wystawiennicza i szkoleniowa
- Organizacja rankingów branży mleczarskiej[14]
- Certyfikacja członków (produktów) Polskiej Izby Mleka